# Внутри Лапенко
«Внутри Лапенко» — российский веб-сериал, в котором всех главных персонажей играет Антон Лапенко. Идейно и сюжетно основан на серии скетчей автора в Instagram. Веб-сериал выполнен в стилистике VHS и перестроечного советского кино и не имеет чёткой временной привязки. Действие веб-сериала происходит в безымянном городе во временной период то ли СССР 1980-х годов, то ли России 1990-х годов (хотя в начальных титрах обозначен 1986 год). В четвёртом сезоне действие происходит в 1971 и 1996 годах.

## Сюжет

### Первый сезон
Застенчивый и робкий Инженер, работающий химиком или биологом в НИИ, на протяжении всего веб-сериала безуспешно пытается встретиться со своей возлюбленной, которую он ласково называет Особа. Она уехала, и Инженер сильно по ней тоскует, присылая ей трогательные письма. Также Инженер часто натыкается на неприятности: то теряет на работе подопытную крысу-мутанта, то сталкивается с организованной преступной группировкой «Железные рукава», состоящей из пяти человек. На эту группировку всячески пытается выйти полубезумный Журналист, давний друг Инженера и ведущий телепрограммы «Загадка дыры» на девятом канале. Журналист повсюду видит заговоры и проблески деятельности «Железных рукавов». В первой серии Журналист вызволяет из плена у бандитов «девчонку в коробчонке» — голосового помощника Алису; позже Журналист завязывает с ней отношения. Также Журналист выводит на чистую воду Марка Багдасарова — кандидата в президенты, продавшегося «Железным рукавам».
Перед Новым годом Журналиста похищают бандиты. Инженер покупает лотерейный билет, который оказывается выигрышным. Позже он был арестован по ошибке капитана милиции Жилина, но после «отсидки пятнашечки» (15 минут) Инженера выпускают на свободу. Тем же днём Инженер в очередной раз натыкается на главаря «Железных рукавов», но после встречи с ним вдруг замечает, что у него пропал лотерейный билет. Разгневанный Инженер врывается в логово бандитов и убивает их, попутно освободив Журналиста. По окончании перестрелки Инженер встречает капитана Жилина, который отдаёт ему билет (как оказалось, Инженер случайно выронил его в участке). В конце серии выясняется, что главарь «Железных рукавов» выжил.
Параллельно показан быт рок-группы «Багровый Фантомас», состоящей из Розы Робота и Шершня (Якова Осиповича Шершанского по кличке «Шершняга»). Они являются соседями Инженера, часто выпивают, «тусуются» и нарушают закон, попутно пытаясь «написать историю», то есть записать трек. Также в веб-сериале есть линия ведущего телепередачи «Сдохни или умри», которая никак не пересекается с основным сюжетом. В ней эксцентричный и гиперактивный ведущий пытается научить зрителя различным методам выживания в лесу, но в итоге сам чуть не погибает от укуса ядовитой змеи, расстрела автоматной очередью и от сбития поездом.
Завершает сезон песня Всеволода Старозубова «Лалахэй».

### Второй сезон
Подстроив свои похороны, главарь ОПГ «Железные рукава» устраняет своих «конкурентов», взорвав своё надгробье, около которого стояли члены вражеских группировок. Теперь главная задача «Железных рукавов» — отомстить Инженеру, который на выигранные в новогодней лотерее деньги купил себе новую машину. В четвёртой серии бандиты начинают погоню за Инженером, но из-за группы «Багровый Фантомас» они падают на машине в реку. Инженер спасает жизнь главарю ОПГ, и тот перестаёт преследовать его.
Журналист (в пятой серии выясняется, что его настоящее имя — Юрий Грачевич), недовольный частой рекламой, которой заменяют его программу «Загадка дыры», решает уволиться с девятого канала, но передумывает после того, как знакомится с Татьяной Восьмиглазовой, косноязычной соведущей-ассистенткой и возлюбленной директора канала — Ричарда Сапогова. Порвав с Алисой, Журналист завязывает романтические отношения с Татьяной, но ей приходится выйти замуж за Сапогова. Журналист решает расстроить свадьбу, и в итоге Татьяна уходит к нему.
После смерти и воскрешения Шершня, Роза Робот узнаёт, что Бог (которого по веб-сериалу зовут Саня) и Сатана являются поклонниками их с Шершнем творчества.
Тем временем Президентом страны становится Нателла Наумовна, действующая проститутка и бывшая жена главаря ОПГ «Железные рукава». Она основывает партию «Железные каблуки» и устанавливает тоталитарный режим, схожий с режимом «Большого Брата». Она запрещает искусство и отбирает жильё у людей. Власти безжалостно сжигают картины Гвидона Вишневского, местного художника-эзотерика, отбирают у Розы и Шершня музыкальные инструменты и опечатывают многоэтажные здания под производство каблуков.
Инженер вместе с «Железными рукавами» и другими многочисленными персонажами веб-сериала объединяются для борьбы с режимом Нателлы Наумовны. Во время эпичной битвы в поле в голову Татьяны попадает стрела, и у неё исправляется речь, после чего она становится разборчивой для Журналиста. Нателла Наумовна полна решимости убить главаря «Железных рукавов», но её сбивает на тракторе Игорь Катамаранов. После победы над Нателлой Наумовной Инженер приходит к себе в квартиру, чтоб сделать предложение руки и сердца своей Особе.

### Третий сезон
Инженер приходит в квартиру, чтобы сделать предложение Особе, но выясняется, что он перепутал дом, после чего его прогоняет перепуганная хозяйка квартиры. После увольнения начальника Инженер становится старшим научным сотрудником НИИ. В его коллективе появляется новая сотрудница — Зина Кашина, к которой Инженер начинает испытывать чувства.
Новым Президентом страны становится бывший главарь ОПГ «Железные рукава», чьё настоящее имя — Григорий Стрельников. На него пытался совершить покушение его родной брат — Захар. Как оказалось, он когда-то в прошлом был влюблён в Нателлу Наумовну, но Григорий увёл её у него. В конце концов Захара арестовывает полковник Жилин.
Из-за того, что Шершень начинает встречаться с хамоватой девушкой Розой, ему приходится уйти из группы «Багровый Фантомас». Роза Робот безуспешно пытается найти замену Шершню, предлагая стать барабанщиком группы то Богу, то популярному музыканту Кобре. Шершень становится полностью зависим от Розы, устав быть «подкаблучником», он решает вернуться в группу, расставшись с Розой. Впоследствии она уходит к Кобре, но спустя время Кобра, как и некогда Шершень, также становится подкаблучником.
После того, как Журналист увёл Татьяну у Ричарда, тот решает отомстить ему, став вместо него ведущим «Загадки дыры». Журналист и Сапогов договариваются о поединке — в случае поражения Журналиста Татьяна должна вернуться к Ричарду, а в случае поражения последнего директором канала станет Журналист. В итоге Журналист побеждает, и он становится новым директором девятого канала. Спустя время он меняет эфирную сетку в угоду собственному желанию и запрещает рекламу, из-за чего терпит огромные убытки. Также Журналист становится холоден к Татьяне, которая начинает раздражать его своей болтовнёй. Татьяна решает вернуться к Сапогову, ставшему школьным учителем, но после того, как выясняется, что Татьяна беременна, Ричард бросает её. Она решает прервать беременность, но отказывается в последний момент. После того, как осчастливленный Журналист узнаёт, что скоро станет отцом, он разрешает рекламу на канале, чтобы лучше содержать свою семью. В конце сезона, находясь в доме художника-эзотерика Гвидона Вишневского, Татьяна рожает Журналисту дочку, которая имеет явное сходство с Сапоговым.
Инженер и Зина влюбляются друг в друга, но Инженер вспоминает про Особу и отвергает Зину. В финале он приходит на вокзал, где встречает вернувшуюся с командировки Особу, которая на самом деле оказывается всего лишь плодом его воображения.

### Четвёртый сезон
Четвёртый сезон является приквелом к первым трём сезонам и построен по принципу «рассказ в рассказе». Действие веб-сериала начинается в 1996 году в доме, где живёт журналист Юрий Грачевич со своей семьёй. Журналист читает своей дочери книгу о событиях, произошедших летом 1971 года в пионерлагере «Лисья горка». В книге повествуется о приключениях Сергея Жилина и Игоря Катамаранова, хулиганов Стрельниковых, о знакомстве Розы и Шершняги, о работе Ричарда Сапогова в качестве старшего вожатого лагеря, а также о знакомстве будущего Инженера и Особы.

## Роли исполняют

### В главной роли
- Антон Лапенко — Инженер НИИ / Виктор Сергеевич, коллега инженера / Журналист девятого канала (Юрий Грачевич) / Григорий Константинович Стрельников, главарь ОПГ «Железные рукава» / Нателла Наумовна Стрельникова, бывшая супруга, глава ОПГ «Железные каблуки» / Всеволод Старозубов, певец / Ричард Сапогов (Кирилл Сапожкин), телевизионщик, директор девятого телеканала, в четвёртом сезоне — старший вожатый лагеря / Татьяна Потаповна Восьмиглазова, работница девятого телеканала, соведущая Ричарда / полковник милиции Сергей Орестович Жилин / Зинаида Кашина, коллега инженера / Гвидон Сергеевич Вишневский, художник-эзотерик / Роза Робот (Лёня Вайзенберг) /  Шершень и Шершняга (Яков Осипович Шершанский), участники группы «Багровый Фантомас» / Игорь Натальевич Катамаранов, водитель катка / таксист / Захар Константинович Стрельников, брат Григория / ведущий программы «Сдохни или умри» / ведущий новостей «Девятого канала» / Борис Бобровский, гипнотизёр / и т. д.

### В ролях
- Родион Лапенко
- Иван Лапенко
- Юрий Лапенко
- Вячеслав Лапенко
- Никита Лапенко
- Вера Лапенко

### В эпизодах
- Ирина Горбачёва — лже-Особа (первая серия третьего сезона).
- Алексей Щербаков — прохожий в плаще и костюме, перелезший через забор (восьмая серия третьего сезона).
- Дмитрий Нагиев — господин N (новогодний спецвыпуск «Убийство в „Гнезде фазана“» (2021).
- Александр Гудков — Голубоед (скетчи).

## История
В 2014 году Антон Лапенко начал снимать на телефон юмористические ролики с набором странных героев из 90-х годов и выкладывать их в Instagram. Репост нескольких видео сделала актриса Ирина Горбачёва, которой понравился юмор актёра. Скетчи, выполненные в стиле VHS-роликов, приобрели популярность летом 2019 года. Первые скетчи появились в мае 2018 года — они снимались в квартирниках Санкт-Петербурга. В январе того же года вышел семисерийный криминальный «Инстаграм-сериал» «Братья по крови», в котором Лапенко сыграл роли милиционера Жилина и преступника Жилу.
В зарисовках, вдохновлённых российским телевидением 90-х годов, рассказывается о «голубках», «грибах-подболотниках» или о Зинке, засосанной в трубу. Лапенко пародирует телесюжеты с нелепыми комментариями, тревожной музыкой и множеством персонажей. В декабре 2019 года на YouTube-канале актёра вышел веб-сериал «Внутри Лапенко», который повествует о буднях Инженера: о встречах с Особой, о работе в научно-исследовательском институте, о его квартире в аутентично-советском стиле, а иногда даже и о поиске соседского кота. В первом эпизоде персонаж случайно вступает в конфликт с ОПГ «Железные рукава», и после этого начинаются проблемы, доводящие безобидного героя до крайности.
В январе 2021 года на сервисе Яндекс.Музыка был опубликован плейлист с композициями из «Внутри Лапенко», включающий в себя хиты Марка Бернеса, Владимира Высоцкого, Игоря Корнелюка, «Агаты Кристи», «Песняров», «Сектора Газа» и других. Из оригинальных композиций — «Лалахэй» в исполнении персонажа Всеволода Старозубова, а также любимая зрителями веб-сериала песня «Никогда не поверю» в исполнении ВИА «Весёлые ребята» — русскоязычная версия песни «Never Change Lovers in the Middle of the Night» группы «Boney M.». Рок-хиты сериальной группы «Багровый Фантомас» в плейлист не попали. Критиком Алексеем Мажаевым песня была оценена на 8,5 из 10.
В ноябре 2021 года, в том числе и на площадке YouTube, вышел альбом «Электрические жирафы» группы «Багровый Фантомас», количество и хронометраж композиций которого (впрочем, как и качество записи) вполне соответствуют устоявшимся стандартам эстрадной музыки.
27 декабря 2021 года на YouTube-канале Лапенко вышел новогодний спецвыпуск «Внутри Лапенко или Убийство в „Гнезде Фазана“», пародии на жанр детектив. Серия за сутки набрала свыше 1 700 000 просмотров.

### Популярность
- За один год YouTube-сериал уже успел набрать серьёзную фан-базу[12]. Рекламными клиентами первого сезона «Внутри Лапенко» в 2019 году стали Aviasales и «Яндекс.Станция». В рекламных интеграциях следующих сезонов появилось два формата: стандартные — через упоминание бренда в видео и ссылка в описании, а также специальные, когда под бренд создают нового персонажа. По второму формату с Лапенко сотрудничал «Ситимобил», для которого придумали разговорчивого водителя такси, который подвозил рок-музыкантов и инженера[4].
- Веб-сериал получил премию веб-индустрии в сфере сериалов, доступные на бесплатных видеосервисах[13]. В феврале 2021 года был анонсирован документальный фильм по теме веб-сериала[14].
- В начале апреля 2021 года комик Алексей Щербаков выпустил пародийный ролик под названием «Внутри Щербенко». В этот же день Антон Лапенко выпустил ролик «Реакция Лапенко на видео комика Алексея Щербакова»; в этом видео актёр вместе с большим количеством братьев сердито смотрит в экран ноутбука[стиль][15][16].

#### Объекты пародий в веб-сериале
Некоторые сцены веб-сериала пародируют такие кинофильмы и телесериалы, как «Брат», «Брат-2», «Игла», «Бумер», «Сияние», «Терминатор-2: Судный день», «Твин Пикс», «Криминальное чтиво», «Она», «1984», «Игра престолов» и др. Телепрограмма персонажа Журналиста «Загадка дыры» является пародией на «Намедни» с Леонидом Парфёновым.
Спецвыпуск «Внутри Лапенко или Убийство в „Гнезде Фазана“» содержит в себе отсылки и пародии на фильмы «Шерлок Холмс и доктор Ватсон: Смертельная схватка», «Омерзительная восьмёрка» и «Отель „Гранд Будапешт“», а также на романы «Убийство в „Восточном экспрессе“» и «Десять негритят».

## Трансляция на телевидении
Веб-сериал транслировался на телеканале «ТНТ4» с 7 по 14 февраля 2022 года в 18:00 (17:30). Был показан первый сезон. Из-за низких рейтингов веб-сериал был снят с эфира.

## Восприятие
- Зрители считают, что «Внутри Лапенко» продолжает традиции «Городка» и юмористического телесериала «Осторожно, модерн»[2], а также многие из них узнали себя в «монологе Инженера».

## Список серий

### «Внутри Лапенко» (первый сезон)
| №               | Дата выхода          |
| --------------- | -------------------- |
| Первая серия    | 2 декабря 2019 года  |
| Вторая серия    | 9 декабря 2019 года  |
| Третья серия    | 16 декабря 2019 года |
| Четвёртая серия | 23 декабря 2019 года |
| Пятая серия     | 27 декабря 2019 года |

### «Внутри Лапенко 2» (второй сезон)
| №               | Дата выхода           |
| --------------- | --------------------- |
| Первая серия    | 6 июля 2020 года      |
| Вторая серия    | 20 июля 2020 года     |
| Третья серия    | 3 августа 2020 года   |
| Четвёртая серия | 17 августа 2020 года  |
| Пятая серия     | 31 августа 2020 года  |
| Шестая серия    | 14 сентября 2020 года |
| Седьмая серия   | 21 сентября 2020 года |
| Восьмая серия   | 28 сентября 2020 года |

### «Внутри Лапенко 3» (третий сезон)
| №               | Дата выхода          |
| --------------- | -------------------- |
| Первая серия    | 7 декабря 2020 года  |
| Вторая серия    | 14 декабря 2020 года |
| Третья серия    | 21 декабря 2020 года |
| Четвёртая серия | 28 декабря 2020 года |
| Пятая серия     | 5 апреля 2021 года   |
| Шестая серия    | 12 апреля 2021 года  |
| Седьмая серия   | 19 апреля 2021 года  |
| Восьмая серия   | 26 апреля 2021 года  |

### «Внутри Лапенко 4» (четвёртый сезон)
| №               | Дата выхода         |
| --------------- | ------------------- |
| Первая серия    | 4 декабря 2023 года |
| Вторая серия    | 5 декабря 2023 года |
| Третья серия    | 6 декабря 2023 года |
| Четвёртая серия | 7 декабря 2023 года |
| Пятая серия     | 8 декабря 2023 года |